# Julio Demartini
Julio Javier Demartini Montes (Callao, 11 de abril de 1972) es un abogado y político peruano. Fue ministro de Desarrollo e Inclusión Social del Perú desde diciembre de 2022 hasta enero de 2025, durante el gobierno de Dina Boluarte.

## Biografía
Julio Javier nació el 11 de abril de 1972, en la ciudad peruana del Callao.
Registra con estudios primarios y secundarios terminados. En 1997 se graduó de bachiller en Derecho y en 1999 obtuvo el título de abogado por la Universidad Nacional Federico Villarreal. Cuenta con una maestría en Comercio y Gestión Pública en el Instituto de Gobierno y Gestión Pública de la Universidad de San Martín de Porres. Tiene estudios de especialización en Gobernabilidad y Gerencia Política en la Universidad George Washington.

### Trayectoria
En septiembre de 2016, fue nombrado Asesor del Gabinete de Asesores del Despacho Ministerial del Ministerio de Desarrollo e Inclusión Social. Mantuvo este cargo hasta junio de 2017.
En septiembre de 2016, fue designado como titular de la Dirección General de Prestaciones Sociales Descentralizadas, en calidad de encargado.
En noviembre de 2017, fue nombrado titular de la Dirección General de Articulación y Coordinación de las Prestaciones Sociales. Mantuvo este cargo hasta abril de 2018.
En enero de 2018, fue designado como titular de la Dirección General de Coordinación Territorial, en calidad de encargado. Mantuvo este cargo hasta marzo de 2018.
El 6 de abril de 2018, fue nombrado titular de la Dirección General de Coordinación Territorial, en calidad de encargado. Mantuvo este cargo hasta el 10 del mismo mes.
En agosto de 2021, fue designado como titular de la Dirección de Articulación de las Prestaciones Sociales, de la Dirección General de Diseño y Articulación de las Prestaciones Sociales. Mantuvo este cargo hasta septiembre de 2021.
En marzo de 2022, fue designado como Director de Articulación de las Prestaciones Sociales, en calidad de encargado. Mantuvo este cargo hasta junio de 2022.
En abril de 2021, fue designado como titular de la Dirección General de Diseño y Articulación de las Prestaciones Sociales. En octubre de 2022, fue designado Viceministro de Prestaciones Sociales del Ministerio de Desarrollo e Inclusión Social, en calidad de encargado. Presentó su renuncia a los cargos, cuando fue nombrado ministro de Estado, siendo recién aceptada el 12 de diciembre de 2022.

## Vida política
En 2006 se desafilió del Partido Popular Cristiano.
En las elecciones municipales de 2006 y 2010, se postuló a la alcaldía de La Perla por el Movimiento Independiente Chim Pum Callao, sin éxito en ninguna de las elecciones. Se desafilió del movimiento en 2011.
Para las elecciones municipales de 2014 se postuló nuevamente a la alcaldía de La Perla, pero con el Movimiento Independiente Regional Unión Democrática Chalaca, sin éxito.
Se desempeñó como secretario regional del Callao, del partido Peruanos Por el Kambio, entre 2017 a 2018.
En las elecciones municipales de 2018, por cuarta vez se postuló a la alcaldía de La Perla, con el movimiento Fuerza Chalaca, sin embargo no tuvo éxito.

### Ministro de Estado
El 10 de diciembre de 2022, la presidenta Dina Boluarte lo nombró ministro de Desarrollo e Inclusión Social del Perú. Ocupó el cargo hasta el 31 de enero de 2025, cuando renunció tras el escándalo del caso Qali Warma, donde se reveló que funcionarios del programa recibían sobornos de la empresa Frigoinca para distribuir alimentos en mal estado o no aptos para el consumo humano.

## Historial electoral
|  | 24,85 % |

|  | 34,02 % |

|  | 26,82 % |

|  | 17,13 % |